# Ctenophila vorticella
Ctenophila vorticella é uma espécie de gastrópode  da família Euconulidae.
É endémica de Reunião.